# Баррі Юджин Вілмор
Баррі Юджин Вілмор (англ. Barry Eugene Wilmore; нар. 29 грудня 1962, Мерфрісборо) — астронавт NASA. Здійснив два космічні польоти. Капітан 1-го рангу ВМС США.

## Освіта
У 1981 році закінчив середню школу в місті Маунт-Джулієт, штат Теннессі. Здобув освіту в Технологічному університеті Теннессі. У 1985 році отримав ступінь бакалавра в галузі електротехніки. У 1994 році отримав ступені магістра в галузі електротехніки і в області авіаційних систем.

## Військова кар'єра
Вілмор літав на літаках А-7 Corsair і F/A-18 Hornet, ніс службу в ВМФ на чотирьох авіаносцях: «Форрестол», «Джон Ф. Кеннеді (CV-67)», «Ентерпрайз» і на «Ейзенхауер». Брав участь у Війні в Перській затоці, операціях «Щит пустелі», «Буря в пустелі» і «Південна вахта» в небі над Іраком. Здійснив 21 бойовий виліт під час операції «Буря в пустелі» з палуби авіаносця «Джон Ф. Кеннеді». Як льотчик-випробувач ВМС Вілмор брав участь у всіх перших випробуваннях реактивного Т-45А, у тому числі — численні посадки на палубу авіаносця з великими кутами атаки, довів справу до сертифікації літака. До 2000 року, Вілмор за програмою обміну льотчиками-випробувачами і льотчиками-інструкторами між ВПС і ВМС США, проходив військову службу у Льотній школі на авіабазі «Едвардс» в Каліфорнії (сша). Баррі Вілмор мав більш 6200 год нальоту і 663 посадки на палуби авіаносців, все це на тактичних реактивних літаках.
У серпні 2025 року, у віці 62 роки, після 25-річної карʼєри Бутч Вілмор пішов на пенсію.

## Польоти в космос
На 7 травня 2024 року NASA спланувало запуск до МКС пілотованого транспортного космічного корабля CST-100 Starliner, до складу екіпажу якого були включені астронавти Баррі Вілмор та Суніта Вільямс.
Під час 24-годинного перельоту до МКС у космічного корабля CST-100 Starliner, на борту якого перебував Баррі Вілмор, відбулось чотири аварійних витоки гелію і п'ять несправностей у 28 маневрових  двигунах. У NASA висловили занепокоєння стосовно можливості зіткнення «CST-100 Starliner» з МКС після відстиковки космічного корабля від станції, саме через його технічні несправності. В результаті, станом на грудень 2024 року, екіпаж CST-100 Starliner продовжує затримуватися на МКС. За запасним варіантом, який був погоджений з NASA, повернення екіпажу на Землю планувалося в лютому 2025 року, однак термін повернення знову було відтерміновано до початку місії Crew-10, яка стартує не раніше березня 2025 року.
18 березня 2025 року, о 23:57 (за київським часом), капсула космічного корабля Crew Dragon компанії SpaceX, на борту якої перебували Бутч Вілмор та Суніта Вільямс, успішно повернулася на Землю. Астронавти перебували на орбіті Землі протягом 9,5 місяців.